# Magda Folch Solé
Magda Folch Solé (Reus, 11 de novembre de 1903 - Tarragona, 28 de juliol de 1981) va ser una pintora catalana.

## Biografia
Va estudiar a l'Escola Municipal d'Arts i Oficis de la qual després va ser professora auxiliar i ajudant de Tomàs Bergadà. Va cursar batxillerat a Reus i es llicencià en Filosofia i Lletres a la Universitat de Barcelona. Després va ser professora titular de l'Escola Municipal de Reus, que més endavant es transformà en Escola del Treball.
Començà a donar classes de filosofia a l'Institut de Reus i va fer diverses exposicions al Centre de Lectura, a Tarragona i a Figueres, on guanyà unes oposicions de professora a l'institut.
L'any 1931 presenta la seva primera mostra com a pintora. L'Ajuntament de Reus li concedí una beca per anar a estudiar a París. Es casà amb el catedràtic Emili Donato i Prunera, també reusenc i destinat com ella a l'Institut de Figueres. Allà va conèixer Salvador Dalí i els treballs d'aquella època tenen un toc surrealista. Serà a Figueres on presentarà la seva segona exposició: "Maig 1935".
Va viure la guerra civil a Figueres i, un cop acabada, es va instal·lar a Barcelona amb el seu marit, on Emili Donato va ser apartat de la seva plaça de catedràtic per la depuració franquista de la postguerra i el matrimoni va passar dificultats. Això es va reflectir en les seves pintures, que en aquella època són fosques i s'hi ubiquen figures d'aspecte trist i decebut.

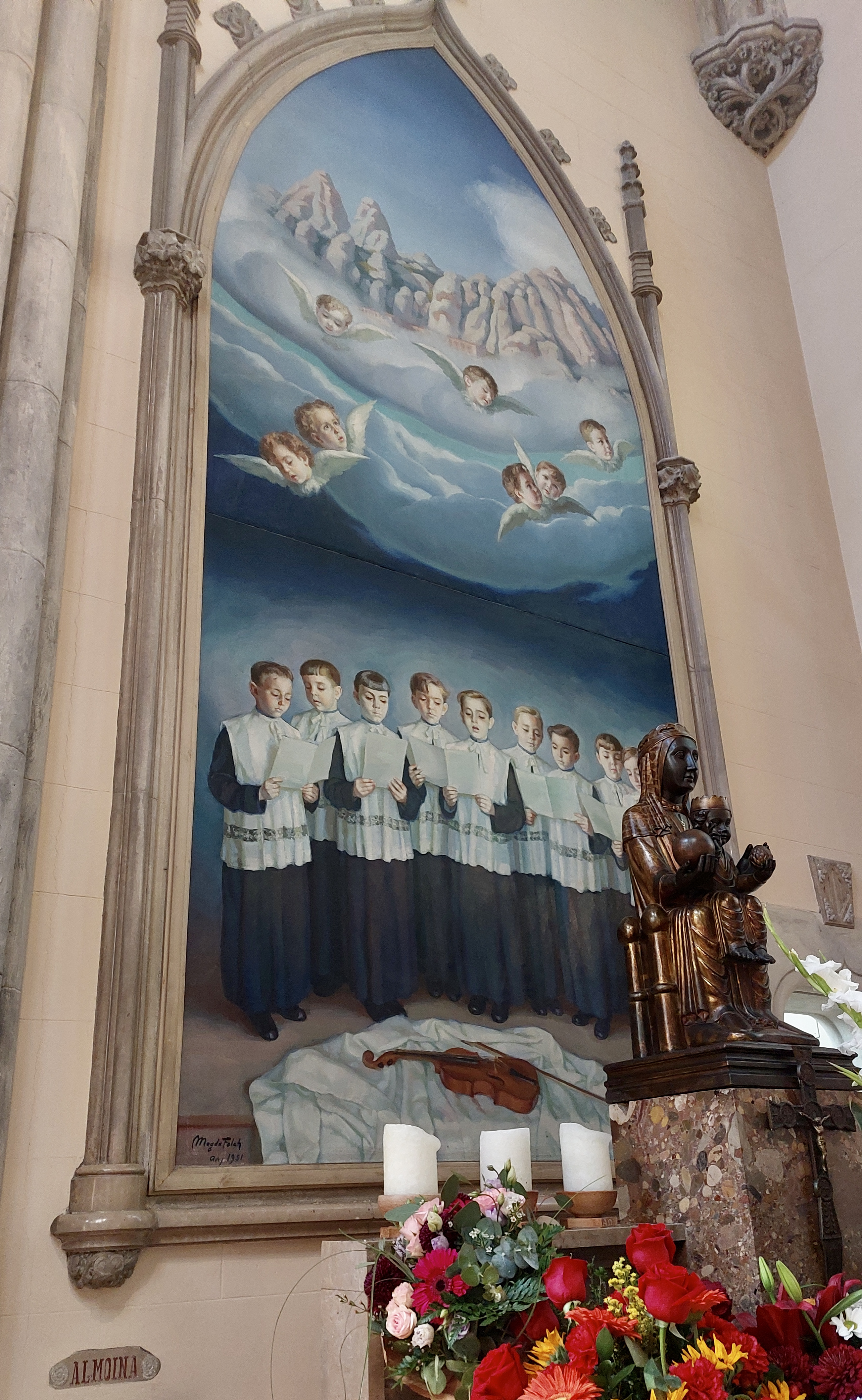
Mural a l'església de Sant Joan, a Reus, obra de Magda Folch

Va treballar un temps i va fer diverses exposicions, primer a Manresa, on va tenir molt d'èxit, i després a Barcelona, Figueres, Reus, Lleida, Girona, Madrid i València. Més tard, ja rehabilitat el marit, es van traslladar a Eivissa, on Emili Donato va obtenir una plaça de docent. Les pintures de Magda Folch es van omplir d'una llum nova en aquell període i reflectien l'esclat de claror propi de l'illa, capturant uns colors que il·luminaven les seves obres. L'any 1952 va exposar a Barcelona i a Madrid, i durant la dècada dels cinquanta va fer exposicions a tot l'estat, amb els seus nous quadres plens de llum.
A partir de 1960 el matrimoni va traslladar-se a Tarragona, on tots dos van exercir de professors. Magda Folch s'incorporà a l'Escola d'Art de la Diputació de Tarragona i va seguir exposant a Reus, Girona, Barcelona i Madrid.
És autora de les pintures de l'altar de la Verge de Montserrat a l'església de Sant Joan de Reus, on els escolanets corresponen a retrats de nens de la ciutat.
La seva ciutat li ha dedicat un carrer al Barri Gaudí.